# خليج العقبة
خليج العقبة هو الفرع الشرقي للبحر الأحمر المحصور شرق شبه جزيرة سيناء وغرب شبه الجزيرة العربية، وبالإضافة إلى سواحل مصر والسعودية على هذا الخليج، فإنه المنفذ الوحيد لكل من فلسطين والأردن على البحر الأحمر، وقد سمي بخليج العقبة نسبة لمدينة العقبة الواقعة على أقصى شمال الخليج.

## الجغرافيا
يقع خليج العقبة إلى الشرق من شبه جزيرة سيناء وإلى الغرب من شبه الجزيرة العربية على امتداد تلاقي الصفيحتين التكتونيتين العربية والافريقية لينتهي شمالًا إلى وادي عربة؛ الحد الشرقي لصحراء النقب في فلسطين، ويعتبر مضيق تيران الحد الجنوبي للخليج. يبلغ طول خليج العقبة من مضيق تيران جنوبًا إلى وادي عربه شمالًا (160) كم أما عرضه فيصل إلى 24كم. وأعمق نقطة في الخليج (1,850) متر تحت سطح البحر.
تُطل على الخليج أربع دول، تمتد سواحل السعودية ومصر على جانبيه الشرقي والغربي، وتنحصر سواحل الأردن وإسرائيل على شريط ضيق في أقصى شمال الخليج.

## التيارات المائية
خليج العقبة هو حوض مائي شبه مغلق متصل عبر مضيق ضيق وضحل نسبيا مع باقي البحر الأحمر، هذا المضيق الرابط مع البحر الأحمر له تأثير نشط وحيوي على الخليج من خلال عملية المد والجزر .كالكثير من المحيطات في العالم، يظهر الخليج سلوكا دوريا موسميا، ففي فصل الربيع تتشكل الطبقات المائية وتتباين، وفي الصيف تحفظ الطبقة العلوية الضحلة الدافئة وتتعمق لاحقا لإنتاج خلط مائي للطبقات العميقة في الشتاء. و هذا الخلط الموسمي لطبقات المياه يتأثر بشكل كبير بتبادل المياه الحاصل مع البحر الأحمر. مع ملاحظة أنه يبدو أن التقلبات الجزئية السنوية لطبقات المياه في فصل الشتاء هي ما تحدد قيمة عمق أقصى عملية خلط بين طبقات المياه

## المدن المطلة على خليج العقبة
في الجهة الشمالية من الخليج توجد 3 مدن هامة وهي طابا في مصر والعقبة في الأردن وإيلات في إسرائيل، هذه المدن الثلاث تعتبر مرافئ تجارية إستراتيجية هامة لهذه الدول، حيث أن ميناء العقبة هو المنفذ البحري الوحيد للأردن وميناء إيلات هو المنفذ البحري الوحيد لإسرائيل على البحر الأحمر، كما تُشكّل هذه المدن مقصدا سياحيا لمن يريد الاستمتاع بجو المنطقة الدافئ. وحقل في السعودية هي أكبر المدن السعودية على خليج العقبة. كما توجد شرم الشيخ ودهب في شبه جزيرة سيناء. أكبر المدن على خليج العقبة هي مدينة العقبة البالغ عدد سكانها حوالي 108,000نسمة (عام 2009). نسمة تليها مدينة إيلات بعدد سكان 48,000 (عام 2009).

## التاريخ

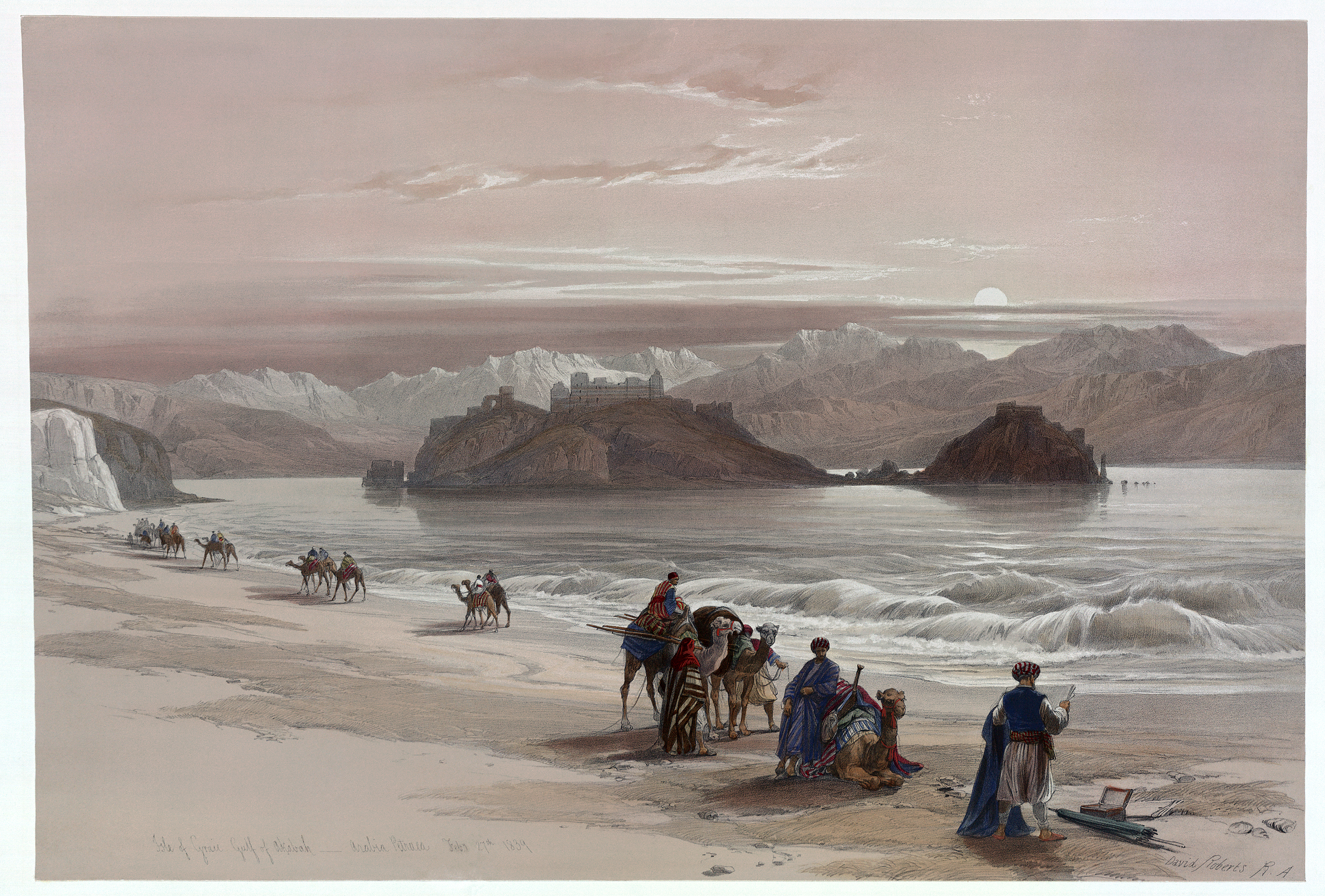
قافلة تسير مقابل جزيرة فرعون التي تقع في قمة خليج العقبة وعليها قلعة صلاح الدين عام 1839

تم رسم الحدود الدولية حول رأس الخليج على يد الإمبراطورية البريطانية والدولة العثمانية. في 1906 نقلت الدولة العثمانية السيطرة على شبه جزيرة السيناء بشكل تام للسلطات المصرية التي خضعت آنذاك للرعاية البريطانية. وفي 1922، عشية تأسيس الانتداب البريطاني على فلسطين حدد البريطانيون الحدود بين إمارة شرق الأردن وفلسطين حيث لم يبق في منطقة الانتداب البريطاني على فلسطين إلا موقع أم الرشراش. في 1949 احتلت القوات الصهيونية جنوب النقب ضمن عملية عوبدا ليصبح الموقع آخر منطقة تدخل ضمن حدود دولة إسرائيل في تلك الحرب.
منطقة رأس خليج العقبة التي كانت نائية عند رسم الحدود الدولية حولها أصبحت ذات أهمية تجارية وسياحية في النصف الثاني من القرن ال20. في الخمسينات والستينات أخذت إسرائيل والأردن تطور المنطقة حيث وسّع الأردن ميناء العقبة أما إسرائيل فأقامت ميناء إيلات. وفي 1956 و1967 كان إغلاق مضيق تيران ومنع الوصلة الحرة إلى ميناء إيلات من أسباب اندلاع الحروب بين مصر وإسرائيل. في الستينات حل الأردن والسعودية الخلاف بينهما بشأن الحدود بين البلدين مما فتح الباب أمام تطوير ميناء العقبة وتوسيعه. أما الخلاف بين مصر وإسرائيل حول موقع الحدود على شاطئ الخليج فاستمر حتى بعد التوقيع على معاهدة السلام بين البلدين ولم يحل إلا في 1989 عندما سلّمت إسرائيل طابا لمصر.

## السياحة
أما اليوم فتتمتع المنطقة بالاستقرار والتعاون بين الدول حوله خاصة في مجال السياحة. يعتبر من الواجهات السياحية المشهورة والأكثر شعبية في رياضة الغوص. وخصوصا في شرم الشيخ. الخطر الرئيسي الذي يتعرّض إليه خليج العقبة اليوم هو التلوّث النابع من أجهزة المجاري في المدن والمواقع السياحية الواقعة على شواطئه، إذ أن الخليج ضيق ومغلق من ثلاثة جهات.

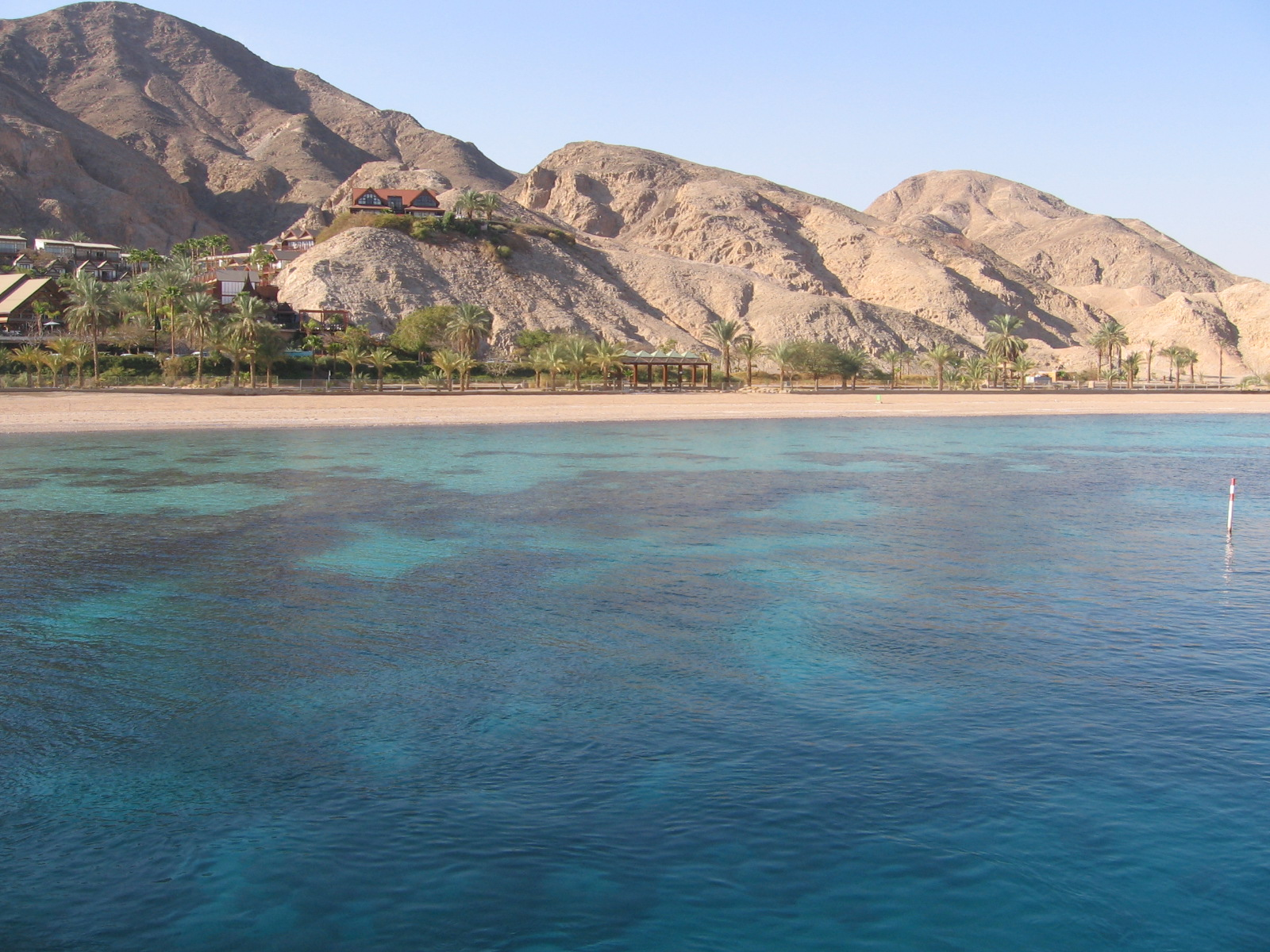

## وصلات خارجية
- موقع أردني عن مدينة العقبة وخليج العقبة